# كورينا غينست
كورينا غينست (بالألمانية: Corinna Genest)‏ هي ممثلة ألمانية، ولدت في 16 أغسطس 1938 في كونستانس في ألمانيا.

## وصلات خارجية
- كورينا غينست على موقع IMDb (الإنجليزية)
- كورينا غينست على موقع ألو سيني (الفرنسية)
- كورينا غينست على موقع أول موفي (الإنجليزية)
- كورينا غينست على موقع قاعدة بيانات الأفلام السويدية (السويدية)
- كورينا غينست على موقع قاعدة بيانات الفيلم (الإنجليزية)
- كورينا غينست على موقع كينوبويسك (الروسية)